# 1727 en arts plastiques
| Années des arts plastiques : 1724 - 1725 - 1726 - 1727 - 1728 - 1729 - 1730    |
| Décennies des arts plastiques : 1690 - 1700 - 1710 - 1720 - 1730 - 1740 - 1750 |

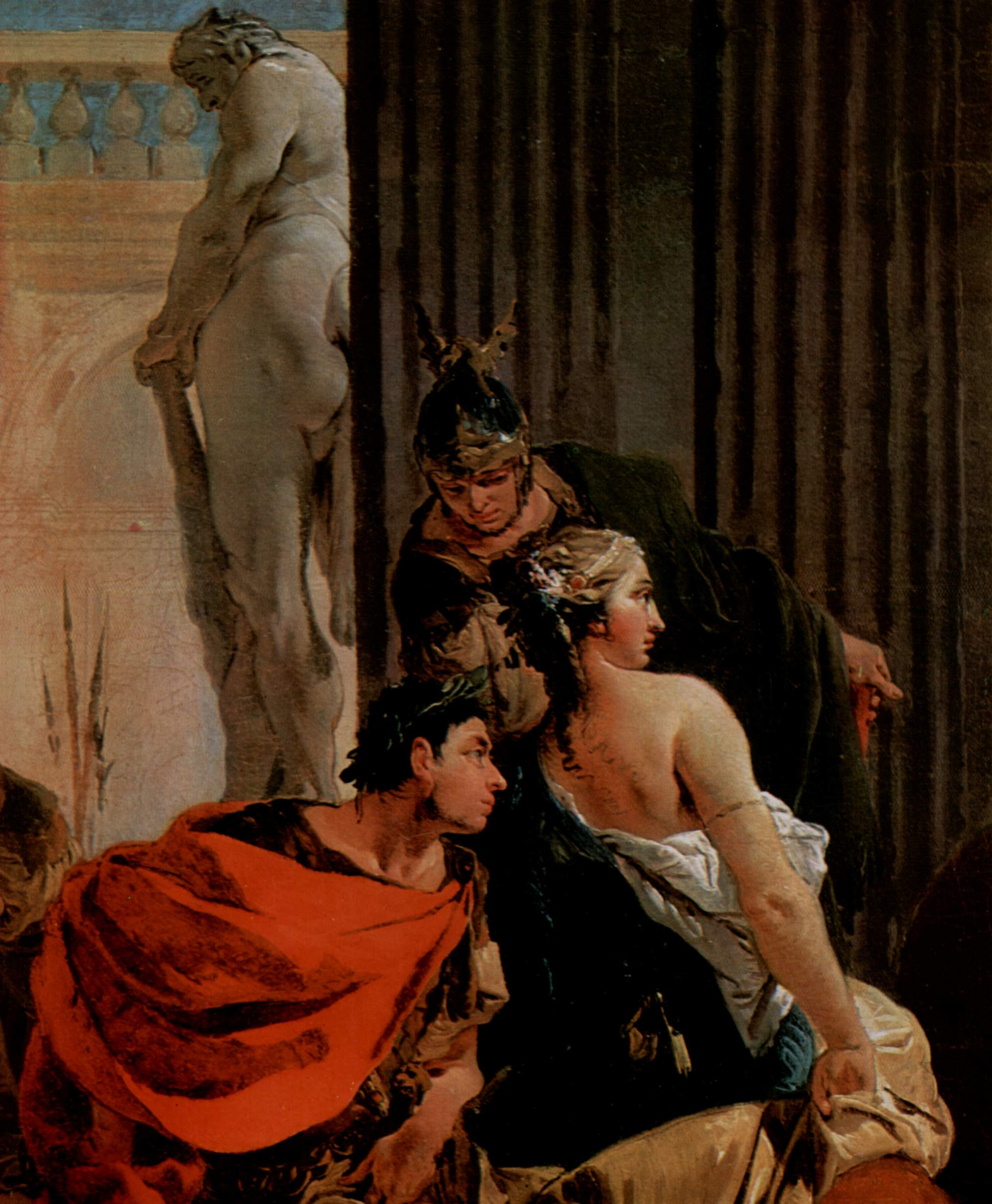
Alexandre le Grand à l'atelier d'Apelle, toile de Giambattista Tiepolo(détail).

Cette page concerne l'année 1727 en arts plastiques.

## Naissances
- 20 avril : Tadeusz Kuntze, peintre d'origine silésienne actif à Rome († 8 mai 1793),
- 14 mai : Thomas Gainsborough, peintre britannique († 2 août 1788),
- 19 mai : Felix Ivo Leicher, peintre autrichien († 20 février 1812),
- 1er juin : Francesco Casanova, peintre de batailles († 8 juillet 1803),
- 30 août : Giandomenico Tiepolo, peintre et graveur rococo italien († 3 mars 1804),
- 21 septembre : 
  - François-Alexandre Abeets, sculpteur belge († 12 avril 1767),
  - Francesco Bartolozzi, graveur italien († 7 mars 1815),
- 10 novembre : Jean-Antoine Morand, artiste, ingénieur, architecte, urbaniste et promoteur français († 24 janvier 1794),
- 14 décembre : François-Hubert Drouais, peintre français († 21 octobre 1775),
- ? :
  - Giovanni Battista Cipriani, graveur et peintre rococo et néoclassique italien († 14 décembre 1785),
  - Giuliano Traballesi, peintre et graveur italien du baroque tardif († 1812).

## Décès
- 12 avril : Antoine Dieu, peintre français (° 1662),
- 27 août : Arent de Gelder, peintre néerlandais (° 26 octobre 1645),
- 8 septembre :  Giuseppe Bartolomeo Chiari, peintre italien (° 10 mars 1654),
- ? :
  - Mattia Battini, peintre rococo italien (° 1666),
  - Giovanni Antonio Burrini, peintre italien de l'école de Bologne (° 1656),
  - Jan Frans van Douven, peintre de portraits  des Pays-Bas méridionaux (° 2 mars 1656),
- Vers 1727 :
- Cornelis de Bruijn, graveur, peintre, voyageur et écrivain néerlandais (° 1652).